# Malaita
Malaita é a maior ilha da Província de Malaita, nas Ilhas Salomão. Ilha tropical e montanhosa, as suas florestas tropicais e sistemas fluviais pristinos não foram quase explorados. Malaita é a mais populosa ilha das Ilhas Salomão, com 140 000 habitantes, ou seja, mais de um terço de toda a população do país. A maior cidade e capital provincial é Auki, na costa noroeste.